# Buisson
Buisson ist eine französische Gemeinde mit 256 Einwohnern (Stand 1. Januar 2022) im Département Vaucluse in der Region Provence-Alpes-Côte d’Azur. Sie gehört zum Kanton Vaison-la-Romaine im Arrondissement Carpentras.

## Geografie
Buisson liegt ungefähr acht Kilometer nordwestlich von Vaison-la-Romaine entfernt. Die Gemeinde wird im Norden vom Fluss Eygues begrenzt, der auch die Grenze zum Département Drôme bildet. Weitere umliegende Gemeinden neben Vaison sind Villedieu, Roaix, Rasteau und Saint-Roman-de-Malegarde in Vaucluse, sowie Saint-Maurice-sur-Eygues und Tulette in Drôme. Nächstgrößere Städte sind Valréas im Norden (zwölf Kilometer), Bollène im Westen (20 Kilometer) und Orange im Südwesten (22 Kilometer entfernt).

## Verkehr
Die Departement-Straße D20 durchquert die Gemeinde aus Vaison-la-Romaine kommend in Richtung Nordwesten und trifft hinter der Brücke über die Eygues auf die D94. Die D20 wird in Buisson von der D51 gekreuzt, die in südwestlicher Richtung nach Cairanne und in nordöstlicher Richtung nach Villedieu führt.
Einige Kilometer nordwestlich befindet sich der kleine Flugplatz Valréas–Visan.

## Geschichte
Wegen der günstigen geographischen Lage gründeten 1137 Templer aus Roaix eine Komturei, in der einige Soldatenmönche lebten. 1320 ging das Lehen in päpstlichen Besitz über und gehörte im 16. Jahrhundert verschiedenen Grundherren. Während der Hugenottenkriege fielen Protestanten aus Nyons in das Dorf ein und entwendeten die Kirchenglocke, die sie erst hundert Jahre später wieder zurückbrachten.
Der Ortsname leitet sich vielleicht vom spätlateinischen Wort boscus ab, dass einen Wald oder ein Wäldchen bezeichnet. Keltologen nehmen allerdings eher eine Benennung nach der Lokalgottheit Buxenus an (Campus Buxenos).
Einwohnerentwicklung
| Jahr      | 1962 | 1968 | 1975 | 1982 | 1990 | 1999 | 2008 | 2016 |
| --------- | ---- | ---- | ---- | ---- | ---- | ---- | ---- | ---- |
| Einwohner | 217  | 181  | 148  | 166  | 195  | 264  | 302  | 297  |

## Sehenswürdigkeiten
Trotz der von der Französischen Revolution hervorgerufenen Zerstörungen sind einige Ruinen des Schlosses aus dem 13. Jahrhundert noch nachweisbar.
Den lokalen Archiven zufolge datiert die aus Kieselgesteinen der Eygues errichtete Stadtmauer ins Jahr 1590. Sie hat nur ein einziges befestigtes Tor, das mit einem Fallgitter versehen ist und ein ockerrötliches päpstliches Wappen trägt. Einer der Türme wurde im 18. Jahrhundert errichtet, um die Installation einer Turmuhr zu ermöglichen.
Die Pfarrkirche mit romanischem Ursprung tritt in einer Urkunde aus dem Jahr 1200 unter dem Namen Notre-Dame des Bois auf. Sie wurde mehrmals restauriert und umgebaut und besitzt einen Glockenturm aus dem 12. Jahrhundert sowie Seitenkapellen und eine Chorapsis aus dem 17. Jahrhundert.
Die 1874 rekonstruierte Kapelle Notre Dame d’Argelier ist immer noch Wallfahrtsort. Außerhalb des Dorfes befinden sich zwei kleine verlassene Kapellen: die Chapelle des Pénitents blancs oder Chapelle Saint Joseph und die ins 17. Jahrhundert zurückreichende sowie 1755 restaurierte Chapelle Saint-Pierre.